# Parafia św. Stanisława Biskupa w Przemyślu
Parafia św. Stanisława Biskupa w Przemyślu – parafia rzymskokatolicka pod wezwaniem Świętego Stanisława Biskupa w Przemyślu, należąca do dekanatu Przemyśl II w archidiecezji przemyskiej. Erygowana w 1986. Mieści się przy ulicy Chrzanowskiej. Prowadzą ją Salezjanie.

## Historia
W Lipowicy przysiółku Ujkowic, znajdowała się kaplica pochodząca z 1912 roku, służąca do nabożeństw majowych i różańcowych. W 1918 roku została powiększona i od tego czasu rozpoczęto odprawianie mszy świętych. W 1923 roku kaplica została przekazana Salezjanom z parafii św. Józefa w Przemyślu. W latach 1932–1936 kaplica została powiększona i wyremontowana. W 1954 roku Lipowica została włączona w skład miasta Przemyśla.
Po pierwszej pielgrzymce papieża Jana Pawła II do Polski, podjęto decyzję o budowie nowego kościoła. We wrześniu 1981 roku rozpoczęto prace budowlane. W 1982 roku bp Tadeusz Błaszkiewicz poświęcił kamień węgielny pod nowy kościół. W latach 1982–1985 zbudowano nowy kościół, według projektu inż. arch. Leonarda Leppera. 
26 czerwca 1986 roku dekretem bpa Ignacego Tokarczuka została erygowana parafia pw. św. Stanisława Biskupa, z wydzielonego terytorium parafii św. Józefa. 10 maja 1987 roku kościół został poświęcony przez bpa Ignacego Tokarczuka. 
15 listopada 2002 roku poświęcono pomnik papieski. 31 maja 2011 roku odbyła się konsekracja kościoła, której dokonał abp Józef Michalik.
Proboszczowie parafii:
1986–1993. ks. Stanisław Gałgan SDB.
1993–2001. ks. Władysław Sikora SDB.
2001–2011. ks. Jan Kucharczyk SDB.
2011–2020. ks. Marek Ledwożyw SDB.
2020– nadal ks. Marek Kaczmarczyk SDB.

## Terytorium parafii
Na terenie parafii jest 1 400 wiernych mieszkających przy ulicach: Armii Krajowej (numery od skrzyżowania ulic: Kochanowskiego, Paderewskiego i Wysockiego do parkingu w Parku Miejskim), Bielskiego (od ul. Łętowskiej), Zofii Chrzanowskiej, Kochanowskiego (od numeru 82 - prawa strona i od numeru 95 - lewa strona), Kordeckiego, Lipowicka, Łokietka, Obronna, Paderewskiego (od skrzyżowania z ul. Opalińskiego), Sanatoryjna, Szańce (od ul. Łętowskiej), Wita Stwosza, Wołodyjowskiego, Wołodyjowskiego (tzw. „Doły”), Wysockiego, Źródlana, Żurawicka.